# Angelique Sandberg
Angelique Sandberg Winther, född 8 juni 1983, är en svensk före detta fotbollsspelare (mittfältare) som spelade i Damallsvenskan för Kristianstads DFF och Vittsjö GIK.

## Klubbar
- Jämshögs IF (moderklubb)
- Lörby IF
- Kristianstads DFF (2001?–2008)
- Vittsjö GIK (2013?)